# Paraná (piłkarz)
Paraná, właśc. Adhemir de Barros (ur. 21 marca 1942 w Cambará) – piłkarz brazylijski grający na pozycji napastnika.

## Kariera klubowa
Paraná karierę piłkarską rozpoczął w 1960 roku w klubie EC São Bento, w którym grał do 1965 roku. W 1965 przeszedł do São Paulo FC, w którym grał do 1973 roku. Z São Paulo FC dwukrotnie zdobył mistrzostwo São Paulo – Campeonato Paulista w 1970 i 1971. Po odejściu z São Paulo FC grał krótko w SE Tiradentes, po czym przeszedł do Operário FC w 1974. Potem grał w Colorado EC (1975–1976), Londrina EC (1976), AA Francana (1977). Karierę zakończył w macierzystym EC São Bento w 1978.

## Kariera reprezentacyjna
30 czerwca 1965 w Sztokholmie Paraná zadebiutował w reprezentacji Brazylii, meczu przeciwko reprezentacji Szwecji. W 1966 Paraná pojechał z reprezentacją Brazylii do Anglii na Mistrzostwa Świata i zagrał w przegranym meczu grupowym przeciwko Portugalią, który był jego ostatnim meczem w reprezentacji. Łącznie w latach 1965–1966 rozegrał w barwach canarinhos 8 spotkań i strzelił jedną bramkę.